# Grabowiec (obwód tarnopolski)
Grabowiec (ukr. Грабовець) – wieś na Ukrainie w rejonie tarnopolskim należącym do obwodu tarnopolskiego.
W 1921 roku w Grabowcu mieszkało 738 Polaków, 335 Ukraińców i 42 Żydów. 10 lutego 1940 NKWD wywiozło na Syberię rodzinę komendanta Strzelca w Grabowcu, Mudrego. Podczas niemieckiej okupacji od czerwca 1942 do lipca 1943 we wsi funkcjonował obóz pracy. Po powrocie władzy sowieckiej od kwietnia 1944 do połowy 1945 roku w Grabowcu stacjonowała drużyna batalionów niszczycielskich, która zapewniała ochronę przed atakami UPA.